# Ile Magnan
Ile Magnan ist eine von mehreren winzigen Eilanden der Republik der Seychellen im Atoll Aldabra. Sie liegt zusammen mit anderen Riffinseln zwischen Picard und Grand Terre.

## Geographie
Die Insel liegt im Westen des Atolls im Bereich zahlreicher kleiner Passagen. Ihre nächsten nördlichen Nachbarn sind namentlich nicht bekannt. nördlich des Passe Lanier liegt Ilot Dubois. Die Insel selbst bildet den äußeren Riffsaum für die Insel Ile Lanier, welche am innenrand der Lagune liegt und nur durch einen schmalen Kanal von Magnan (Petite Magnan, Grande Magnan?) getrennt ist. Im Süden begrenzt der  Passe Grande Magnan und der Passe Grabeau die Insel gegen die Anse Anglais.